# Flughafen Beslan

i7
i11
i13
Der Flughafen Beslan (auch Flughafen Wladikawkas – Beslan, IATA-Code: OGZ, ICAO-Code: URMO) ist ein Flughafen in der russischen Teilrepublik Nordossetien-Alanien. Der Flughafen liegt 25 Kilometer nördlich der Hauptstadt Wladikawkas in der Nähe der Stadt Beslan direkt an der Grenze zu Inguschetien. Er wird von jährlich über 300.000 Passagieren genutzt.

## Verkehrsanbindung
Die Straße A163 verbindet den Flughafen mit der nahen Fernstraße föderaler Bedeutung R217 „Kawkas“. Eine Buslinie verbindet zweistündlich Wladikawkas mit dem Flughafen.